# Conflicte d'Abkhàzia
La Guerra d'Abkhàzia va ser un conflicte ètnic en el context d'un conflicte global de naturalesa geopolítica al Caucas amb la dissolució de la Unió Soviètica el 1991. El conflicte, un dels més sagnants de l'era post-soviètica, resta pendent de resolució. El govern de Geòrgia ha ofert autonomia jurídica a la proclamada república d'Abkhàzia però tant el govern com l'oposició refusen cap mena d'unió política amb els georgians, a qui consideren una nació estrangera que ocupava el seu país fins al seu alliberament.
Els ciutadans d'ètnia georgiana eren majoria relativa a finals de la dècada de 1980 però el 2014 s'inclinaven majoritàriament per la independència d'Abkhàzia.

## Antecedents
Durant l'era soviètica, Abkhàzia era una república socialista soviètica autònoma al si de la República Socialista Soviètica de Geòrgia. Es van produir diferents manifestacions secessionistes als anys 1957, 1967 i 1978.

## Guerra d'Abkhàzia (1992-1993)
El 1992 va esclatar un conflicte armat que va durar 13 mesos. El govern georgià amb el suport de milícies georgianes es va enfrontar als independentistes, que comptaven amb el suport dels russos. Les dues parts van signar un acord per aturar les hostilitats.
Segons les Nacions Unides i diversos organismes internacionals, durant la guerra els separatistes van dur a terme un intent de neteja ètnica amb l'assassinat de 15.000 georgians i la deportació de 250.000.
Geòrgia i Abkhàzia van acordar l'alto el foc i la creació d'una zona de seguretat lliure d'armes pesants, que separessin a les parts. Una força de manteniment de pau de la Comunitat d'Estats Independents vigilaria el compliment de l'acord, amb l'ajuda de la Missió d'Observació de les Nacions Unides a Geòrgia (UNOMIG).

## Guerra d'Abkhàzia (1998)
El 1998 el conflicte es va tornar a encendre i hi va haver desplegament de tropes, violència, i la fugida de milers de refugiats georgians. El 2006 es va establir un govern a Abkhàzia.

## Guerra d'Abkhàzia (2008)
L'agost del 2008 la Guerra d'Ossètia del Sud es va estendre a Abkhàzia. Després de cinc dies de lluita, les forces georgianes van ser derrotades i les tropes russes van entrar a territori georgià, ocupant les ciutats georgianes de Poti i Gori. Un alto el foc preliminar va ser signat el 12 d'agost de 2008, encara que la batalla no es va aturar immediatament. Després del conflicte, Rússia va retirar la major part de les seves tropes de Geòrgia, i va completar la retirada el 8 d'octubre.

## Conseqüències
El 26 d'agost del 2008 la Federació Russa reconegué oficialment Abkhàzia com a Estat independent. Juntament amb Rússia, només Veneçuela, Síria, Nicaragua i Nauru han reconegut la república.
Abans d'esclatar el conflicte, al territori vivien 525.000 persones, de les quals 190.000 a Sukhumi, la capital, però la poblacio total ha caigut a la meitat, i a Sujumi, a 64.000.